# Grigorij Mielnik
Grigorij Andriejewicz Mielnik (ros. Григорий Андреевич Мельник, ur. 23 stycznia 1909 we wsi Didiwszczyna w guberni kijowskiej, zm. 23 grudnia 1976) – radziecki działacz partyjny ukraińskiego pochodzenia, I sekretarz Komitetu Obwodowego Komunistycznej Partii Kazachstanu w Semipałatyńsku (1951–1953).
Od 1927 kierownik czytelni, później sekretarz rejonowego komitetu biedoty wiejskiej w Fastowie, słuchacz fakultetu robotniczego przy Kijowskim Instytucie Górniczo-Geologicznym, a do 1933 studiował w tym instytucie. Od 1930 w WKP(b), inspektor komitetu wykonawczego rady rejonowej, członek grupy propagandowej KC Komsomołu, 1933–1939 pomocnik, zastępca szefa i szef wydziału politycznego sowchozu. Od 1939 instruktor Wydziału Rolnego KC Komunistycznej Partii (bolszewików) Kazachstanu, kierownik sektora tego Wydziału, 1941 zastępca kierownika, a 1941–1945 kierownik tego Wydziału. 1945–1948 I sekretarz Północnokazachstańskiego Komitetu Obwodowego KP(b)K, 1948–1951 studiował w Wyższej Szkole Partyjnej przy KC WKP(b), 1951–1953 I sekretarz Komitetu Obwodowego KP(b)K/KPK w Semipałatyńsku, od maja 1953 do 1954 zastępca przewodniczącego Rady Ministrów Kazachskiej SRR, 1954-1956 minister gospodarki rolnej Kazachskiej SRR, 1956–1957 słuchacz kursów przy KC KPZR, od marca 1957 do stycznia 1958 I sekretarz Komitetu Obwodowego KPK w Akmole (obecnie Astana), 1957–1959 sekretarz KC KPK. 1959–1963 I zastępca przewodniczącego Rady Ministrów Kazachskiej SRR, 1962–1963 minister produkcji i zapasów produktów rolnych Kazachskiej SRR, 1963–1964 przewodniczący Biura KC KPK ds. zarządzania gospodarką rolną, 1963–1971 ponownie sekretarz KC KPK, 1971–1972 przewodniczący Państwowego Komitetu Gospodarki Leśnej Rady Ministrów Kazachskiej SRR, następnie na emeryturze. Deputowany do Rady Najwyższej ZSRR 6 kadencji.

## Odznaczenia
- Order Lenina (trzykrotnie)
- Order Czerwonego Sztandaru Pracy
- Order Wojny Ojczyźnianej I klasy
- Order „Znak Honoru”